# Bruno de Almeida

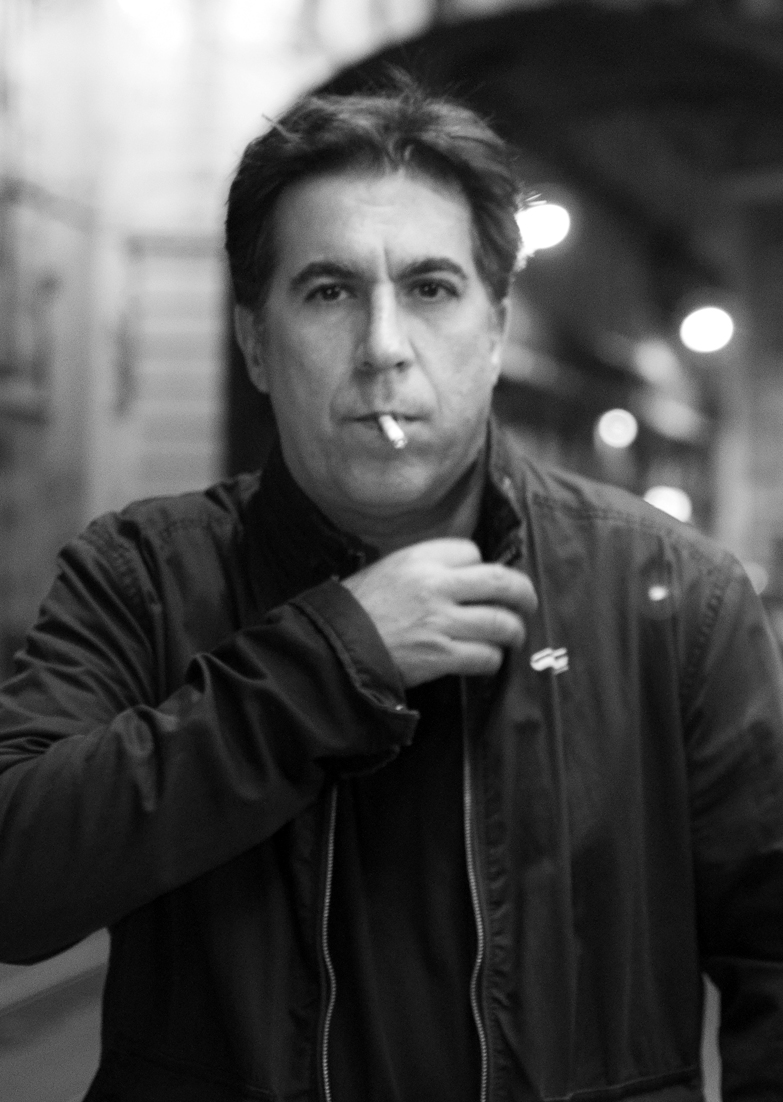
Bruno de Almeida

Bruno de Almeida (* 11. März 1965 in Paris, Frankreich) ist ein portugiesischer Filmregisseur, Drehbuchautor, Filmproduzent, Filmeditor und Kameramann. Auch als Musiker vor allem des Jazz wirkt er gelegentlich.

## Werdegang
Von 1980 bis 1989 war Almeida Jazz-Musiker. 1985 ging er nach New York, u. a. war er Gitarrist in der Band von Graham Haynes. Ab 1988 wandte er sich dem Kino zu. 1990 gründete er seine Produktionsfirma Arco Filmes. 1991 filmte er den Auftritt von Amália Rodrigues in der Town Hall in New York, der im portugiesischen Fernsehen bei der RTP lief und in Europa und den USA als DVD veröffentlicht wurde. Seinen ersten Kurzspielfilm drehte er 1993 mit The Dept, für den er Preise gewann (u. a. in Cannes).
Der erste abendfüllende Spielfilm wurde 1999 On The Run, u. a. mit John Ventimiglia, der in der Fernsehserie Die Sopranos mit spielte. Almeidas Dokumentationen The Art of Amália (mit Beteiligung der Sängerin Amália Rodrigues persönlich bis zu ihrem Tod) und O Candidato Vieira (über die Präsidentschaftskandidatur des Musikers Manuel João Vieira) liefen in Europa und den USA und wurden als DVD veröffentlicht. 2007 kam The Lovebirds in die Kinos, ein mit vielen Schauspielrollen besetzter Episodenfilm über die Facetten der Stadt Lissabon (siehe auch Liste von Filmen mit Bezug zu Lissabon).
2012 drehte er den Politthriller Operação Outono („Operation Herbst“), ein Spielfilm basierend auf dem Fall des vom Salazarregime ermordeten „General ohne Furcht“, Humberto Delgado. Der General wird verkörpert von John Ventimiglia. Der Film wurde produziert von Paulo Branco und zeigt den Fado-Sänger Camané in seiner ersten Filmrolle seit 1994.
Nachdem er 2014 mit Fado Camané auch eine Doku über Camané gedreht hatte, erschien 2018 sein Spielfilm Cabaret Maxime. Der atmosphärische Independentfilm erinnert in seiner Machart auch an klassische US-Gangsterfilme etwa von Cassavetes oder Scorsese, behandelt im Kern aber die inzwischen auch in Lissabon fortschreitende Gentrifizierung. Im Ausgehviertel am Cais do Sodré gedreht, spielt der Filmtitel auf den traditionsreichen, inzwischen geschlossenen Lissabonner Nachtklub Cabaret Maxime an. Wie in The Lovebirds spielen auch hier wieder Michael Imperioli und Ana Padrão das zentrale Paar, aus bekannten Gangster- und Mafiafilmen bekannte Schauspieler wie David Proval, John Ventimiglia oder Mike Starr wirken ebenfalls mit.
2022 erschien Almeidas erstes Musikalbum. Auf Cinema Imaginado (portugiesisch für: Erfundenes Kino), das er mit befreundeten Jazzmusikern wie Graham Haynes, Ricardo Toscano, Frank London u. v. a. einspielte, sind elf von ihm selbst komponierte und arrangierte Stücke zu hören, in denen sowohl seine Musik als auch seine, in seiner eigenen Erzählstimme vorgetragenen Texte an die Stimmung und die Phantasiewelt von Kinofilmen erinnert, ohne konkrete existente Filme zu meinen. Das Album, von ihm selbst zusammen mit Graham Haynes, Mário Franco und Vanessa Alvarez produziert, erschien auf Almeidas eigenem Label BAMusic, in Zusammenarbeit mit der portugiesischen Verwertungsgesellschaft SPA.

## Filmografie
- 1990: Anti Glamour (Dokumentarfilm)
- 1991: Amália Rodrigues, Live in NYC (Dokumentarfilm)
- 1992: The King in Exile (Kurzfilm)
- 1993: The Debt (Kurzfilm)
- 1995: Amália – Uma Estranha Forma de Vida (Dokumentarfilm)
- 1999: On the Run (Kinospielfilm)
- 2000: The Art of Amália (Dokumentarfilm)
- 2002: Focus on Bill Murray (TV-Kurzfilm)
- 2002: Focus on Jim Jarmusch (TV-Kurzfilm)
- 2002/2003 Independent Focus (TV-Serie)
- 2003 The Making of „Touching the Void“ (TV-Dokumentarfilm)
- 2003 Beyond Borders: John Sayles in Mexico (Dokumentarfilm)
- 2005 Ena Pá 2000 (TV-Dokumentarfilm)
- 2005 O Candidato Vieira (TV-Dokumentarfilm)
- 2005 Live/Evil – Evil/Live (Hintergrundfilm für Theateraufführung)
- 2005 The Collection (Kinospielfilm)
- 2007 The Lovebirds (Kinospielfilm)
- 2008 Camané – As Gravações de Sempre de Mim (kurzer Dokumentarfilm)
- 2008 6=0 Homeostética (Dokumentarfilm)
- 2009 Bobby Cassidy: Counterpuncher (Dokumentarfilm)
- 2010 Rip (Kinospielfilm)
- 2012 Operação Outono (Kinospielfilm)
- 2014 Fado Camané (Dokumentarfilm)
- 2018 Cabaret Maxime (Kinospielfilm)

## Diskografie
- 2022: Cinema Imaginado (BA Music/SPA)

## Preise
Auszeichnungen laut IMDb.
6=0 Homeostética
- Special mention award – Doclisboa. Portugal 2008

The Lovebirds
- Best director award – Ourense International Film Festival. Spanien 2008
- Best screenplay (co-writer) – Ourense International Film Festival. Spanien 2008
- Jury special award – Fantasporto Film Festival, Director's week. Portugal 2008

On the Run
- Bester Film – Ourense International Film Festival. Spanien 1999
- Nominiert – Paris Film Festival. Frankreich 1999
- Nominated for an open palm – IFP Gotham Award, New York. USA 2000

The Debt
- Canal + award, Bester Kurzfilm – Filmfestspiele Cannes. Frankreich 1993
- Best short film award Cinema Jove – Valencia Film Festival. Spanien 1993
- Silver award – Philadelphia International Film Festival. USA 1993
- Special mention – Cinema Giovani, Torino. Italien 1993
- Special honor Short Circuit Monte Carlo Film Festival. Monaco 1993
- Diploma of honor – Festival of New Filmmakers, Larissa. Griechenland 1994
- Diploma of merit – Tampere International Film Festival. Finnland 1994
- Best short film & Jury Prize – Algarve International Film Festival. Portugal 1995